# Tom Clancy's H.A.W.X
Tom Clancy's H.A.W.X är ett datorspel i genren action utvecklat och utgivet av det franska spelföretaget Ubisoft. Det släpptes i mars 2009.